# مفصص الأجنحة
مفصص الأجنحة (الاسم العلمي: Strobilopterus)، جنس من عصور ما قبل التاريخ عريضات الأجنحة وفصيلة مفصصات الأجنحة. يشتمل الجنس على أربعة أنواع، اثنان من العصر الديفوني في وايومنغ، الولايات المتحدة (S. princetonii و S.Princetonii)، وواحد من من العصر الديفوني في أوهايو، الولايات المتحدة (S. richardsoni) وواحد من العصر السيلوري في إستونيا (S. laticeps ).